# Acrapex uncinoides
Acrapex uncinoides là một loài bướm đêm trong họ Noctuidae.